# بردگوری تنگ شلیل
بردگوری تنگ شلیل مربوط به دوره هخامنشی -دوره سلوکیان است و در شهرستان اردل واقع شده و این اثر در تاریخ ۸ مرداد ۱۳۸۱ با شمارهٔ ثبت ۵۹۸۹ به‌عنوان یکی از آثار ملی ایران به ثبت رسیده است.